# Francesco I Gonzaga
Francesco I Gonzaga (circa 1366 - 7 maart 1407) was condottiero en van 1382 tot aan zijn dood heer van Mantua. Hij behoorde tot het huis Gonzaga.

## Levensloop
Francesco I was de zoon van Ludovico II Gonzaga uit diens huwelijk met Alda d'Este, dochter van Obizzo III d'Este, heer van Ferrara.
In 1382 volgde hij zijn vader op als heer van Mantua. Hij leidde een evenwichtige politiek ten opzichte van zijn machtige buren: de Visconti's, die Milaan bestuurden, en de Republiek Venetië. In 1380 huwde hij met Agnese Visconti (1363-1391), dochter van Bernabò Visconti. Ze kregen een dochter Alda (overleden in 1405), die in 1405 huwde met Francesco II Novello da Carrara, heer van Padua.
In 1391 liet Francesco Agnese Visconti executeren nadat hij haar beschuldigd had van overspel, om daarna een alliantie met de Republiek Venetië te sluiten. Hij wilde hiermee zijn land beschermen tegen de groeiende macht van Gian Galeazzo Visconti.
In 1393 hertrouwde hij met Margherita Malatesta (overleden in 1399), met wie hij twee kinderen kreeg: de jonggestorven Susanna en zijn erfopvolger Gianfrancesco I (1395-1444). Zijn tweede echtgenote besmette de familie Gonzaga met de erfelijke ziekte osteomalacie, die verschillende leden van het huis Gonzaga tot in de 16e eeuw zou treffen. Ook moest Francesco zijn landerijen beschermen tegen de herhaaldelijke aanvallen van Gian Galeazzo Visconti, maar diens dood in 1402 eindigde het conflict.
Francesco voerde eveneens verschillende bouwwerken uit: de bouw van het kasteel van San Giorgio, de kern van het hertogelijk paleis in Mantua, de Gotische façade van de stedelijke kathedraal, de klokkentoren van de Basilica di Sant'Andrea en het heiligdom van Santa Maria della Graze in Curtatone. Hij stierf in 1407.